# Adolphe Goupil

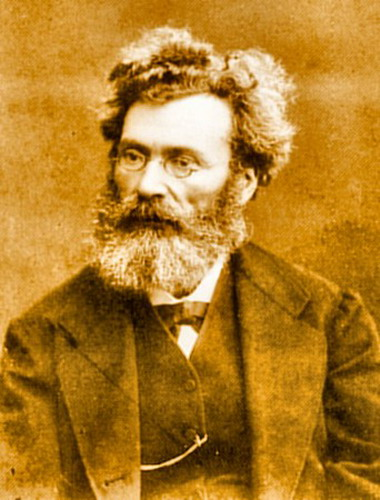
Adolphe Goupil, ca. 1880

Adolphe Goupil of voluit Jean-Baptiste Michel Adolphe Goupil (Parijs, 1806- aldaar, 1893) was een van de belangrijkste Franse kunstuitgevers en kunsthandelaars van de 19e eeuw. Hij stichtte Goupil & Cie, een van de grootste kunsthandels van de 19e eeuw.

## Biografie
Adolphe Goupil was de zoon van een apotheker Auguste Goupil, en Anne Lutton (1774-1849). Hij trouwde in augustus 1829 met Victoire Brincard (1808-1886), afkomstig van Belfort. Ze kregen vijf kinderen Léon (1830-1855), Amélie (?-1866), Albert (1840-1884), Marie (1841-1912) en Blanche (1845-?).

## Creatie en ontwikkeling van de firma Goupil
In 1827 ging Adolphe Goupil, toen al een uitgever gevestigd aan de boulevard Montmartre, 12 in Parijs, een associatie aan met de Duitse Henry Rittner (1802-1840), een handelaar in gravures en prenten. Hun activiteit bestond uit het drukken en uitgeven van afdrukken van originele gravures die ze aan de man brachten in Frankrijk, Engeland en Duitsland. De familie van zijn partner was in Dresden gevestigd en was ook actief in de verkoop van afdrukken van gravures, dit was een welkome uitbreiding van het verkoopnetwerk voor hun producten in Europa. Naast de gravures produceerden ze reproducties van werken van de grote meesters en van de schilders-exposanten op de Parijse salon. In 1840 trok Rittner zich terug uit de zaak en verhuisde Adolphe zijn bedrijf naar de boulevard Montmartre 15.
In 1841 vond Goupil een nieuwe partner, Theodore Vibert (1816-1850), en werd de onderneming herdoopt in "Goupil & Vibert et Cie". Ze vestigden zich aan de rue de Lancry 17, maar het jaar daarop verhuisden ze opnieuw naar de boulevard Montmartre 19 en de rue d' Enghien 12. In 1845-1848, openden ze een vestiging in Londen en vervolgens in New York op Broadway. Vibert overleed in 1850, Adolphe Goupil ontfermde zich over de kinderen die hij achterliet.
Naast zijn activiteiten als drukker-uitgever, ging Goupil zich vanaf 1846 toeleggen op de handel in schilderijen en tekeningen. Hij werkte samen met de advocaat Alfred Mainguet, die vennoot werd en dat bleef tot in 1856. In 1845 had Goupil al een contract afgesloten met de schilder Charles Landelle, waarbij die zich ertoe verbond zijn reproductierechten voor elk werk eerst aan Goupil aan te bieden. In 1857 ging het filiaal in New York over in de handen van Knoedler, maar die bleef zakenpartner met Goupil.

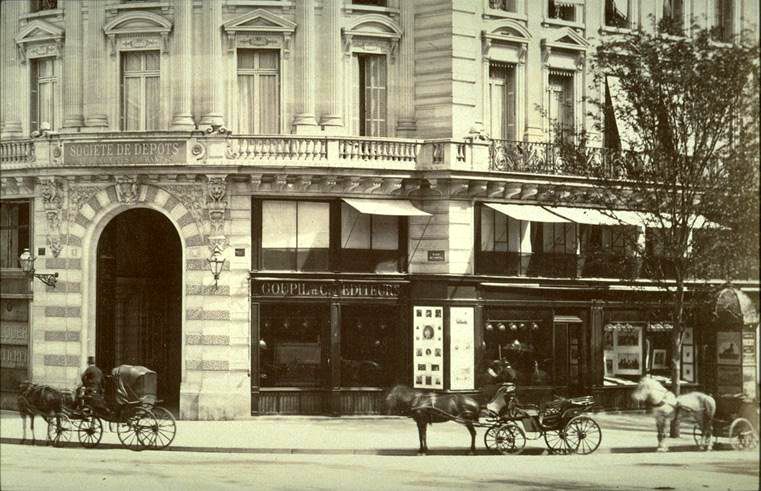
Goupil & Cie, place de l'Opéra 2, in Parijs, circa 1886).

Van 1850 tot 1884, kende het bedrijf een sterke expansie. Ze veranderden nogmaals hun naam in "Goupil en Cie, imprimeur-éditeur". In 1877 stapte zijn zoon, Albert Goupil (1840-1884) in de zaak. Albert had in 1867 de zaak van de "Oom Cent" van Gogh als associé opgenomen binnen Goupil. Vincent werkte van 1867 tot 1873 voor Oom Cent in Den Haag en later in Londen, zijn broer Theo werkte vanaf 1 januari 1873 voor Goupil in Brussel, en werd naar Den Haag overgeplaatst toen zijn broer in juni van dat jaar naar Londen vertrok. Vanaf de winter van 1880-1881 werkte Theo voor Goupil in Parijs.
Andere partners waren Léon Goupil en Léon Boussod (1826-1896), die in 1855 bij de zaak kwam, en tussen 1872 en 1878 zaakvoerder was. René Valadon (1848-1921) was partner van Goupil van 1878 tot 1884. In 1861 werden twee nieuwe filialen geopend, een in Berlijn en een in Den Haag, Brussel volgde in 1863, en in Wenen had men al een nevenvestiging geopend in 1860.
Adolphe Goupil verloor zijn oudste zoon in 1855 en zijn tweede zoon Albert in 1884. Hij trok zich uit de zaak terug, maar zorgde voor continuïteit door zijn dochters uit te huwelijken aan geschikte kandidaten. Het bedrijf bleef de kunstmarkt van prenten en schilderijen domineren tot in 1914.
In 1886 nam Léon Boussod het bestuur van de vennootschap over en werd de naam gewijzigd in "Goupil & Cie — Boussod, Valadon & Cie successeurs". De nieuwe partners openden een aantal nieuwe galeries in Parijs aan de place de l'Opéra, aan de rue Chaptal waar de drukkerij en de uitgeverij gevestigd werd, en op de boulevard des Capucines. De vestiging op de boulevard Montmartre bleef eveneens geopend.
In 1888 nam Boussod nieuwe associés aan boord: de Frans-Napolitaanse Michel Manzi, typografisch ingenieur, uitvinder en uitgever en Maurice Joyant (1864-1930), criticus en kunsthandelaar. Beiden waren bevriend met Toulouse-Lautrec, Edgar Degas, en vele andere kunstenaars. De zaak werd na 1892 "Boussod, Manzi, Joyant et Cie, (anciennement Goupil)" genoemd. Boussod overleed in 1893 en Valadon trok zich terug in 1897.
In 1897 werd het bedrijf gesplitst in twee takken, enerzijds de kunsthandel, Boussod, Valadon et Cie, successeurs de Goupil et Cie en anderzijds de drukkerij, uitgeverij Jean Boussod, Manzi, Joyant et Cie, successeurs de Goupil et Cie.
In 1914 werden de voorraden verkocht en tussen 1917 en 1921 werden beide bedrijven geliquideerd. Het fonds van de uitgeverij werd overgenomen door Vincent Imberti in 1921.

## Werking

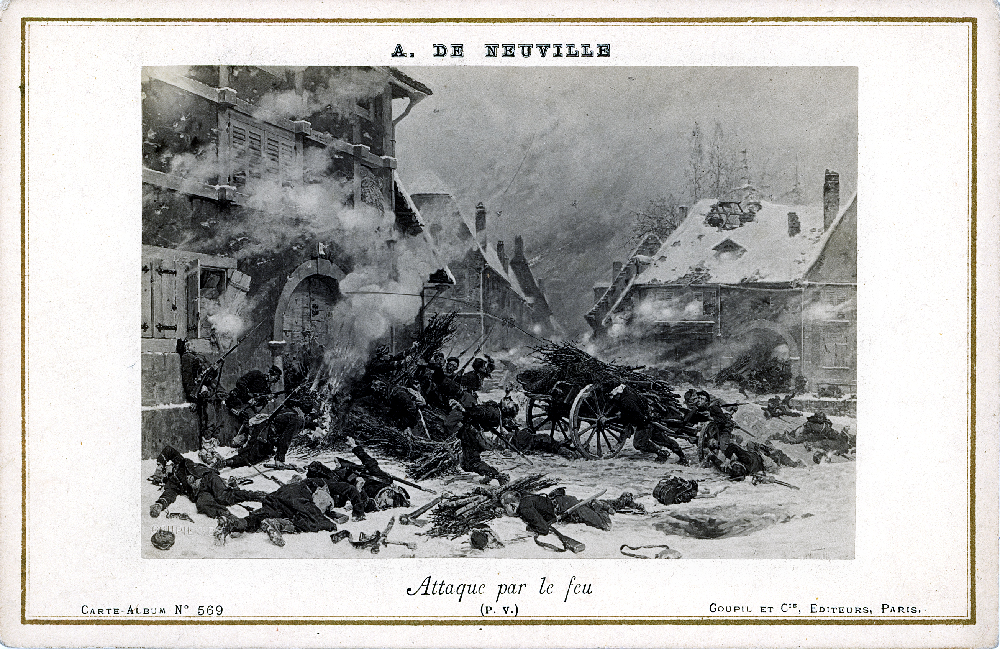
Reproductie van een schilderij van Alphonse de Neuville.

Goupil en zijn vennoten lieten de beste graveurs en lithografen voor hen werken en gebruikten technieken zoals etsen, aquatint, mezzotint. Vanaf 1853 werd ook de fotografie toegepast onder meer in albums samengesteld met foto's van Félix Teynard, en F. A. Fox. Ze verbeterden de kwaliteit van hun drukprocedé door de aankoop in 1867 van de exploitatierechten van het "Woodbury"-procedé (photoglyptie) voor Frankrijk. De photoglyptie is een fotomechanisch procedé geschikt voor het produceren van een grote hoeveelheden beelden die in kwaliteit nagenoeg niet verschillen van beelden gemaakt met een klassieke fotografische procedure (zilverafdruk) en die ongewijzigd blijven bij blootstelling aan licht. Ze bleven dit procedé gebruiken tot aan de ontdekking van de fotogravure en de typogravure. Het procedé hiervan werd geperfectioneerd door Manzi, wiens verbeteringen ze deelden met de collega's vanaf 1873.
Van 1871 tot 1885 hadden ze een exclusief contract met de schilder Giovanni Boldini. In 1887 sloten ze een exclusiviteitcontract met Léon Lhermitte, waarbij ze zich engageerden om zijn totale productie af te nemen en de schilder zijn recht op reproductie afstond. Daarnaast leverden zij alle lijsten en kreeg Lhermitte de helft van de winst op de verkoop van zijn werk, op enkele werken na. De potentiële koper kon niet langer onderhandelen met de kunstenaar zelf, maar moest zich wenden tot de galerie waar hij uiteraard meer betaalde.
Goupil & Cie ging aan het einde van de 19e eeuw ook tijdschriften uitgeven.

## Diversen
Adolphe Goupil werd verkozen tot burgemeester van Saint-Martin-aux-Chartrains (Calvados), van 1875 tot 1893, waar hij het kasteel van "Tout-la-Ville" bezat.
Hij werd benoemd tot officier van het Legioen van eer in 1877.
Zijn dochter Maria (1841-1912) trouwde met de schilder Jean-Léon Gérôme, wiens dochter Jeanne in het huwelijk trad met de zoon van Léon Boussod, zijn partner bij Goupil & Cie.
Het Musée Goupil, dat in februari 1991 in Bordeaux werd geopend, is aan hem gewijd.